# Жълтоусти змии
Жълтоустите змии (Crotaphopeltis) са род влечуги от семейство Смокообразни (Colubridae).
Таксонът е описан за пръв път от австрийския зоолог Леполод Фицингер през 1843 година.

## Видове
- Crotaphopeltis barotseensis
- Crotaphopeltis braestrupi
- Crotaphopeltis degeni
- Crotaphopeltis hippocrepis
- Crotaphopeltis hotamboeia
- Crotaphopeltis tornieri